# Huracanes de Colima
El Colima Fútbol Club A.C conocido popularmente como Huracanes de Colima y con el mote de "Huracanes" fue un equipo del fútbol mexicano que militaba en la Primera división 'A' mexicana, jugando los torneos de Apertura 2004 y Clausura 2005. Los Huracanes de Colima desaparecieron con la venta de su franquicia, siendo esta comprada por Televisa y llevada a Quintana Roo con el nombre de Águilas Riviera Maya, que después cambiaría el nombre a Zacatepec Morelos y luego a Socio Águila Fútbol Club.

## Problemas con Televisa
Al término del partido en el que ganara Colima en su estadio contra el Real San Luis por marcador de 3 a 1, filial del Club América, Héctor Giménez Silvera, jugador del Real San Luis, que había sido expulsado por reñir junto con el jugador colimense Fernando López, dijo haber sido amenazado por una persona armada que lo agredió. Supuestamente, esta acción fue presuntamente grabada por un camarógrafo y reportero de Televisa, que dijeron haber perdido la grabación durante un enfrentamiento con el sujeto que los agredió y que contaba con más hombres, lo que llevó a la televisora a difundir la noticia y presentar una queja ante la federación argumentando que Mauricio Ymay, reportero de Televisa había sido amenazado de muerte. El 25 de abril de 2005 fue vetado indefinidamente el Estadio Colima, mientras se resolvía una solución. La derrota colimense en las semifinales frente al Querétaro FC en el estadio IAETAC y la veta de su estadio en espera de una resolución, propició a la venta de la franquicia, que posteriormente sería comprada por Televisa. La desaparición del mismo originaría la creación del equipo Pegaso Real de Colima.

## Estadio

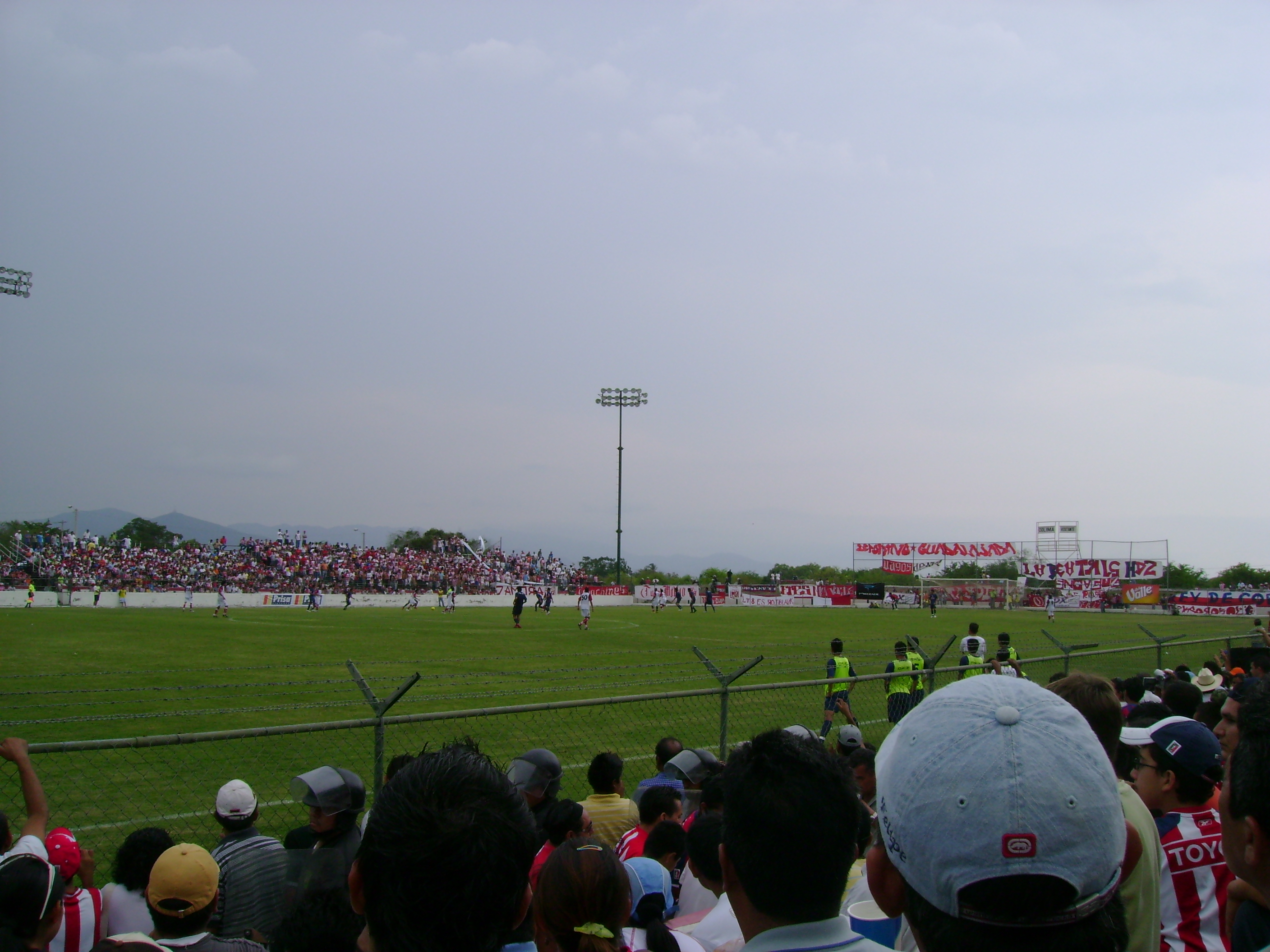
Estadio Colima

## Entrenadores

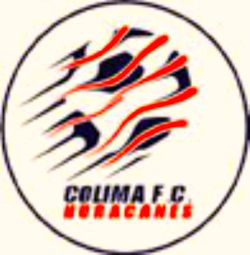
Huracanes de Colima

- José Luis García
- Marco Antonio Trejo

- Datos: Q5905327